# Elia Marcia Eufemia
Elia Marcia Eufemia (latino: Aelia Marcia Euphemia; fl. 453-472) è stata un'imperatrice romana, figlia dell'imperatore romano d'Oriente Marciano e della sua prima moglie (di cui non si conosce il nome) , e la moglie dell'imperatore d'Occidente Antemio.

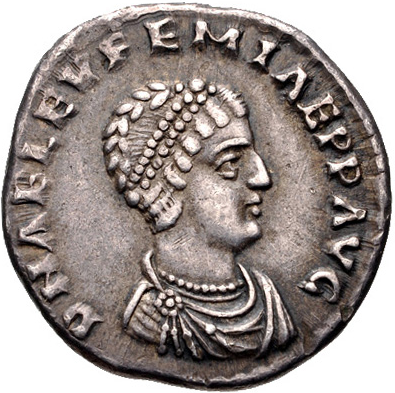
Elia Marcia Eufemia ritratta su di una moneta

Nel 453 Marciano la diede in sposa ad uno dei suoi generali, Antemio Procopio, di illustre famiglia; questo matrimonio legò Antemio alla dinastia trace, cosicché, quando l'imperatore d'Oriente Leone I si trovò a dover scegliere un collega per l'Occidente (467), la scelta poté cadere su Antemio. È noto che Eufemia seguì il marito in Italia, ma non si conosce il suo destino dopo la morte di Antemio nel 472.
Eufemia e Antemio ebbero cinque figli:
- Antemiolo
- Flavio Marciano, che sposò Leonzia, figlia di Leone I e di Verina
- Procopio Antemio
- Romolo
- Alipia, che sposò Ricimero prima del 472

Nella collezione numismatica di Dumbarton Oak esiste una moneta, un solido su cui sono raffigurate Eufemia e Alipia, quest'ultima più piccola della madre in segno di rispetto per essa; ma le due donne sono vestite allo stesso modo, con i paramenti tipici di una augusta, ed è quindi probabile che Eufemia e Alipia siano state riconosciute auguste.